# Hibiscus zonatus
Hibiscus zonatus är en malvaväxtart som beskrevs av Ferdinand von Mueller. Hibiscus zonatus ingår i Hibiskussläktet som ingår i familjen malvaväxter. Inga underarter finns listade i Catalogue of Life.